# Barbarano Mossano
Barbarano Mossanoa es un municipio italiano de la provincia de Vicenza (región de Véneto). Formado por la unión de los ex municipios de Barbarano Vicentino y Mossano.